# Couvent San Marco
Pour les articles homonymes, voir San Marco.
Le  couvent San Marco est une des parties du complexe religieux situé  Piazza San Marco, dans la ville de Florence en Italie, précisément  le bâtiment datant du Trecento, le cloître des Silvestrini, aujourd'hui ouvert au public, et qui permet de contempler les fresques de Fra Angelico,  son Annonciation à Marie et les décorations de chacune des cellules des moines ; elles furent commandées par Antonin de Florence, alors archevêque de la ville.
On y trouve également la cellule de Savonarole qui fut prieur du couvent.

## Histoire
Du XIIIe siècle jusqu’en 1436, les moines vallombrosains puis sylvestrins occupèrent l'actuel couvent de San Marco.
Dès 1436, le couvent fut ensuite attribué aux dominicains qui souhaitaient avoir un couvent au sein même de la ville de Florence. Peu de temps après, d’importants travaux de reconstruction furent entrepris, ceci, en partie grâce à l’impulsion de Cosme et Laurent de Médicis. C’est l’architecte, Michelozzo qui eut la charge de ce projet. Ces travaux comprirent la réalisation des dortoirs, du réfectoire et de la bibliothèque.
En 1443, l’église (devenue la basilique San Marco)  fut consacrée par le pape Eugène IV qui passa la nuit dans la cellule réservée à Cosme de Médicis. 
Les dominicains décidèrent que différents lieux du couvent soient décorés par des fresques ayant valeur de symbole. Ainsi, des fresques ont été peintes dans des lieux de passage et dans les cellules des frères. En 1438, la réalisation de ces fresques fut alors confiée au frère dominicain Giovanni da Fiesole, appelé aujourd'hui par les Français Fra Angelico (Beato Angelico pour les Italiens). Le travail fut achevé par lui et en partie par ses assistants en 1445, date à laquelle Fra Angelico quitta définitivement le couvent San Domenico de Fiesole pour rejoindre celui de San Marco.

## Salle de l'Hospice des pèlerins
Située à droite de l'entrée du public elle est devenue aujourd'hui l'espace du musée national San Marco consacré aux œuvres déplaçables de Fra Angelico provenant d'autres lieux que le couvent.

## Cloître de Sant'Antonino
Premier espace accessible depuis l'entrée, le cloître dit « de saint Antonin de Florence » fut construit par Michelozzo en 1440. C'est sur cet espace que donnent les cellules des moines.
Sur le pourtour du promenoir couvert en  voûtes d'arêtes, cinq des lunettes comportent les fresques les plus anciennes  de Fra Angelico :
- San Pietro Martire che ingiunge il silenzio (côté sacristie),
- San Domenico che mostra la regola dell'Ordine,
- San Tommaso d'Aquino con la Summa,
- Cristo pellegrino accolto da due domenicani,
- Cristo in pietà

et une grande fresque du Calvario con san Domenico, dans l'angle nord-ouest.

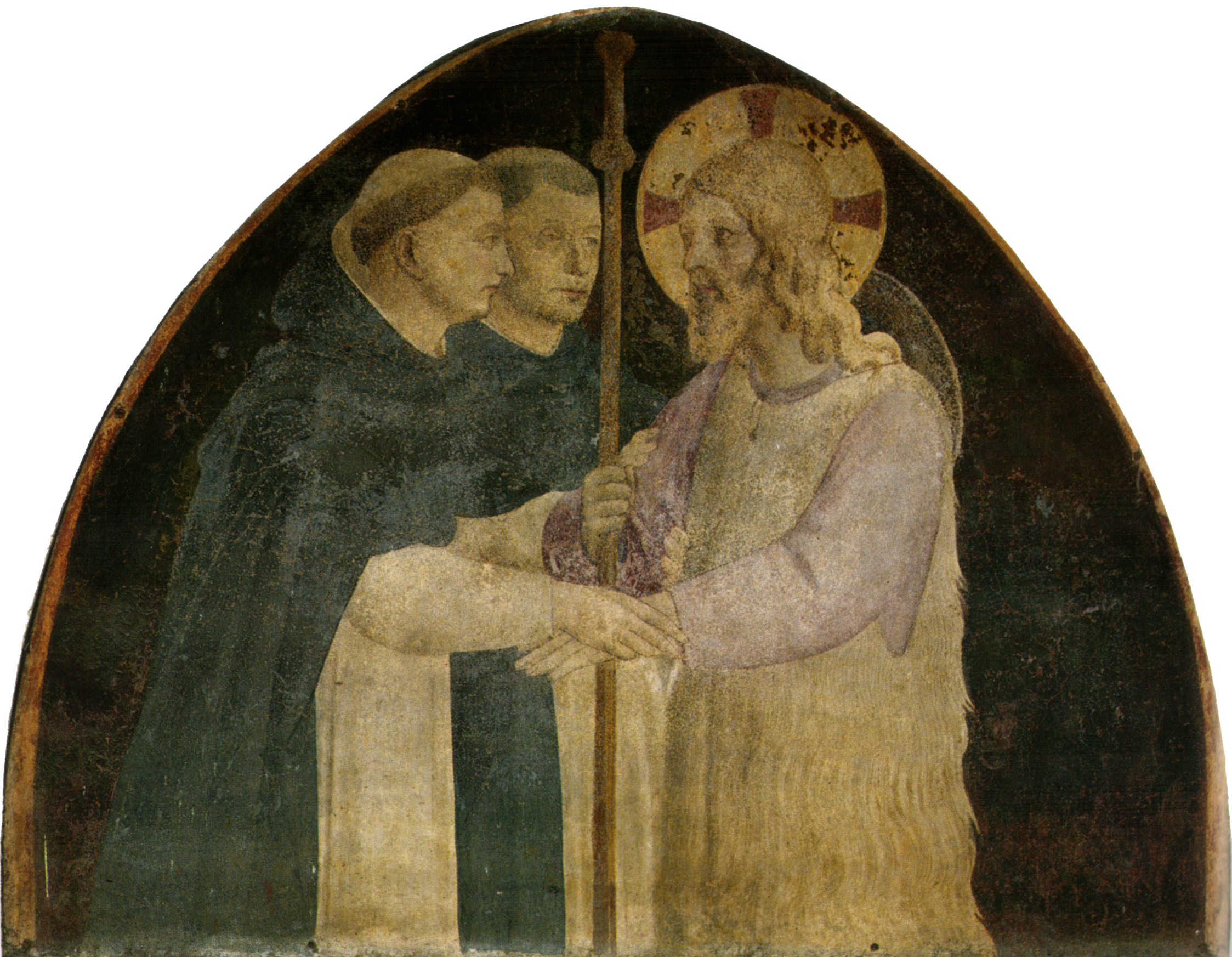
Le Christ comme pèlerin avec deux frères dominicains.
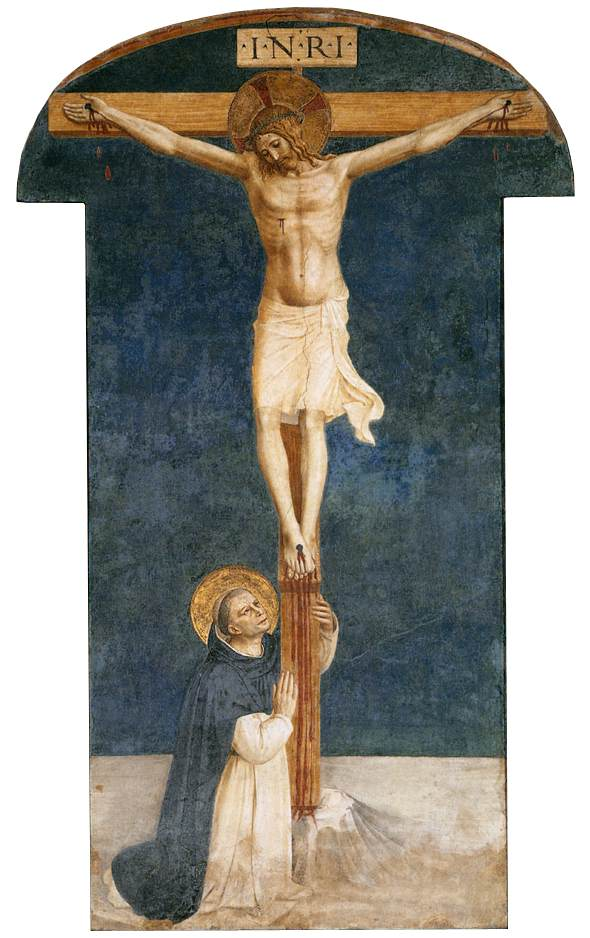
Saint Dominique au pied de la Croix.

Le reste des fresques date  de la fin du Cinquecento au début du Seicento (XVIe et XVIIe siècles italiens) avec un cycle des épisodes de la Vie et des miracles de saint Antonin dû à Bernardino Poccetti et d'autres artistes, dont :
- Sant'Antonino eletto arcivescovo di Firenze, côté est (Poccetti).
- Predica di sant'Antonino, côté est (Lorenzo Cerrini).
- Sant'Antonino assolve dalla censura gli Otto di Balia, côté nord (Lorenzo Cerrini).
- Consacrazione della chiesa di San Marco, côté nord (Alessandro Tiarini).
- Sant'Antonino guarisce un bambino dei de Filicaia (Ludovico Buti).

Des bustes de papes et de cardinaux sont placés près des piliers.

## Couloir d'accès entre les deux cloîtres
Cet espace de communication entre les deux cloîtres donne également vers le petit réfectoire et aussi, par un escalier, vers les cellules du premier étage.
Il est orné de peintures sur châssis : une Crucifixion de Lorenzo Lippi, Le Bon Samaritain, Tobie et l'Ange, Le Baptême de Constantin et Saint Pierre guérissant sainte Agathe de Jacopo Vignali.

## Grand cloître dit de Dominique
Accessible par le corridor depuis le précédent cloître, par cet espace de communication ; les lunettes du cloîtres sont fresquées par Alessandro Gherardini.

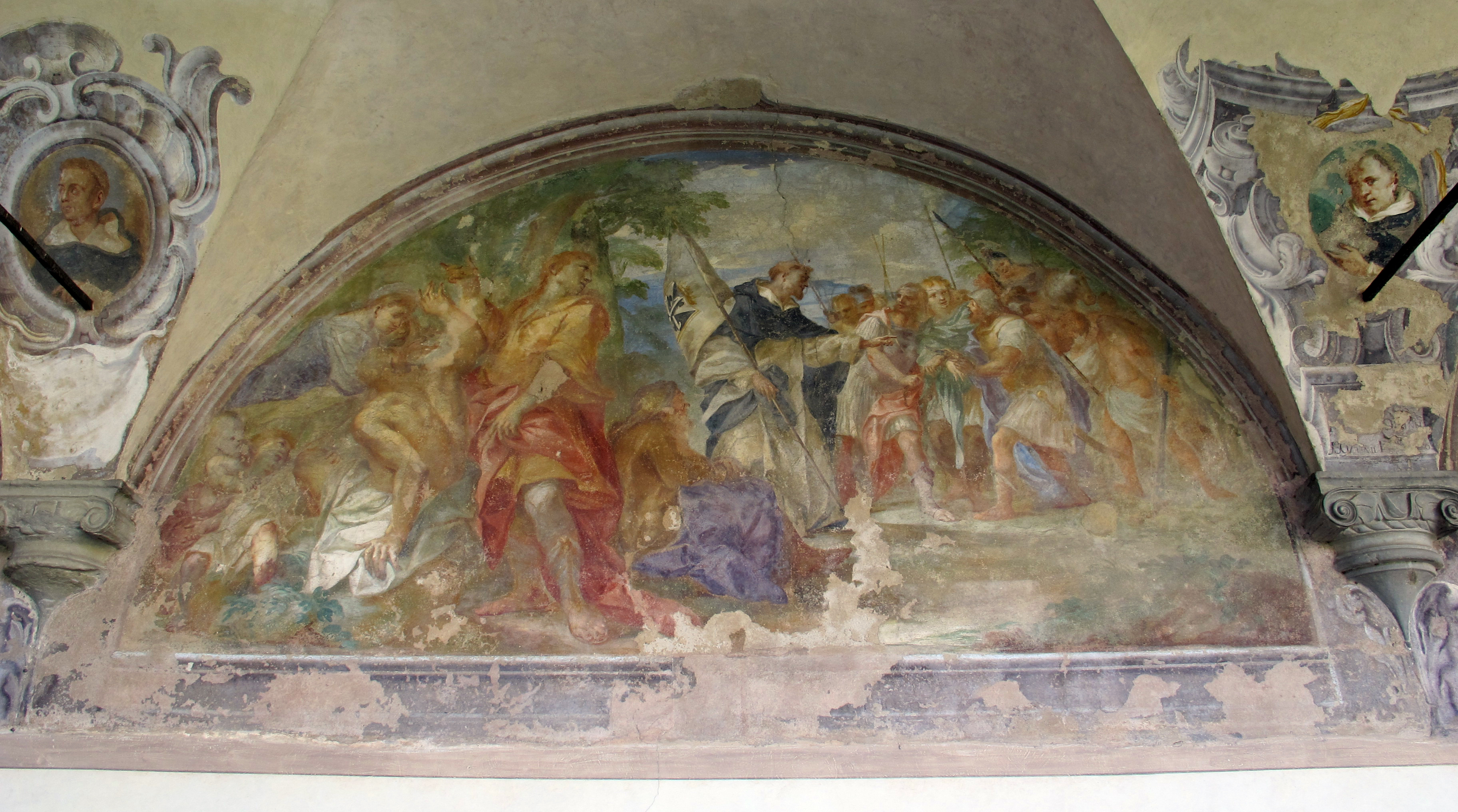
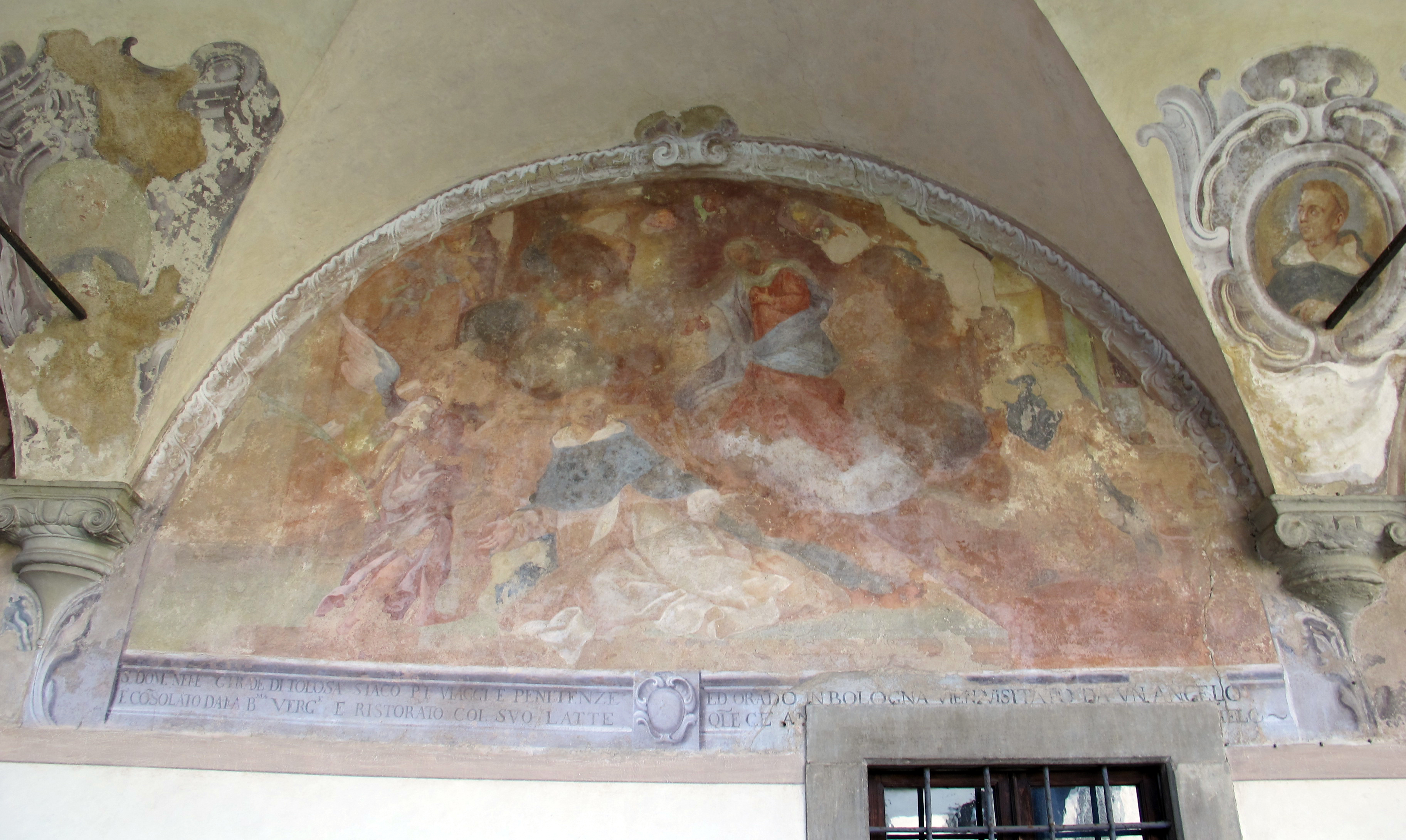
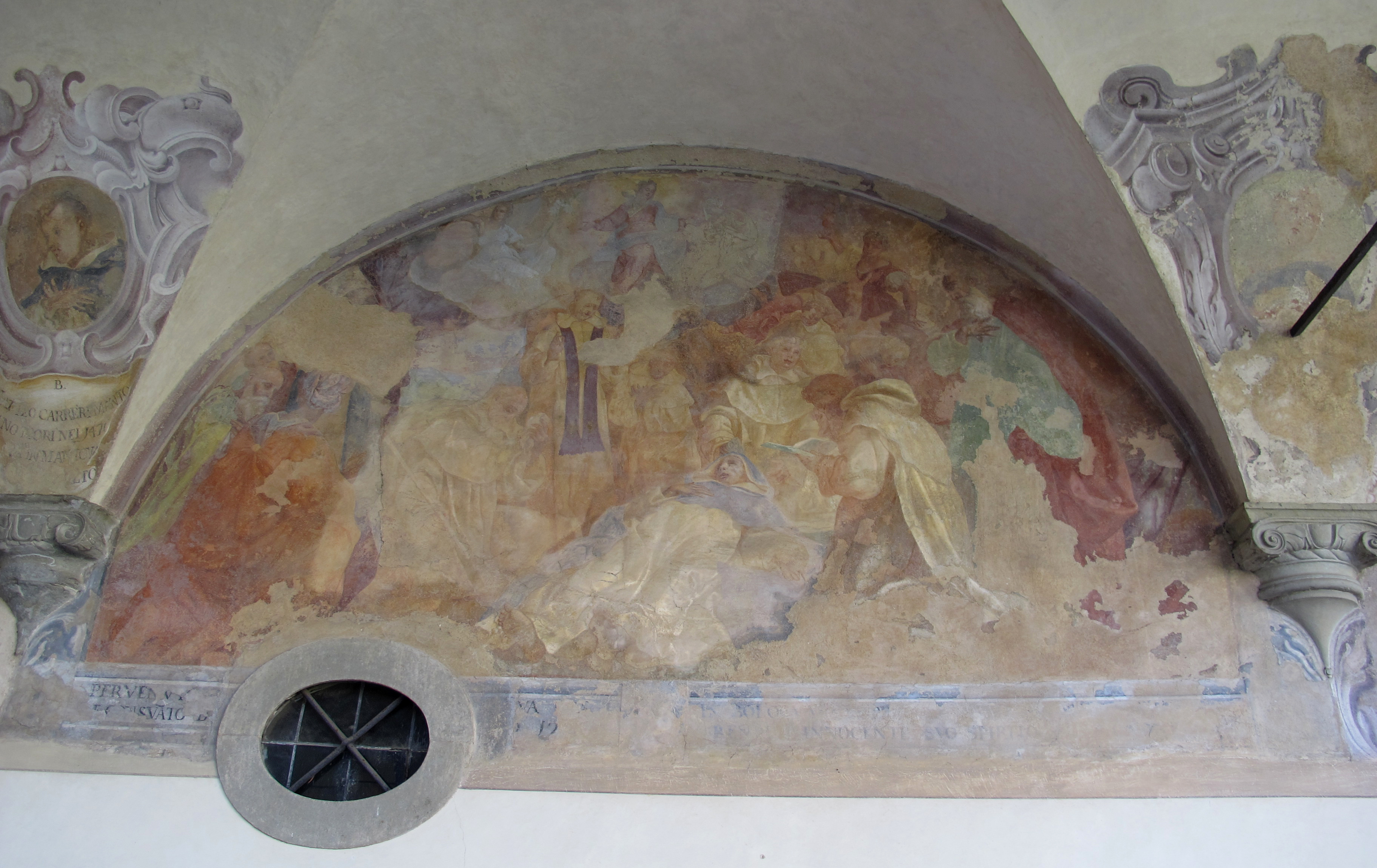
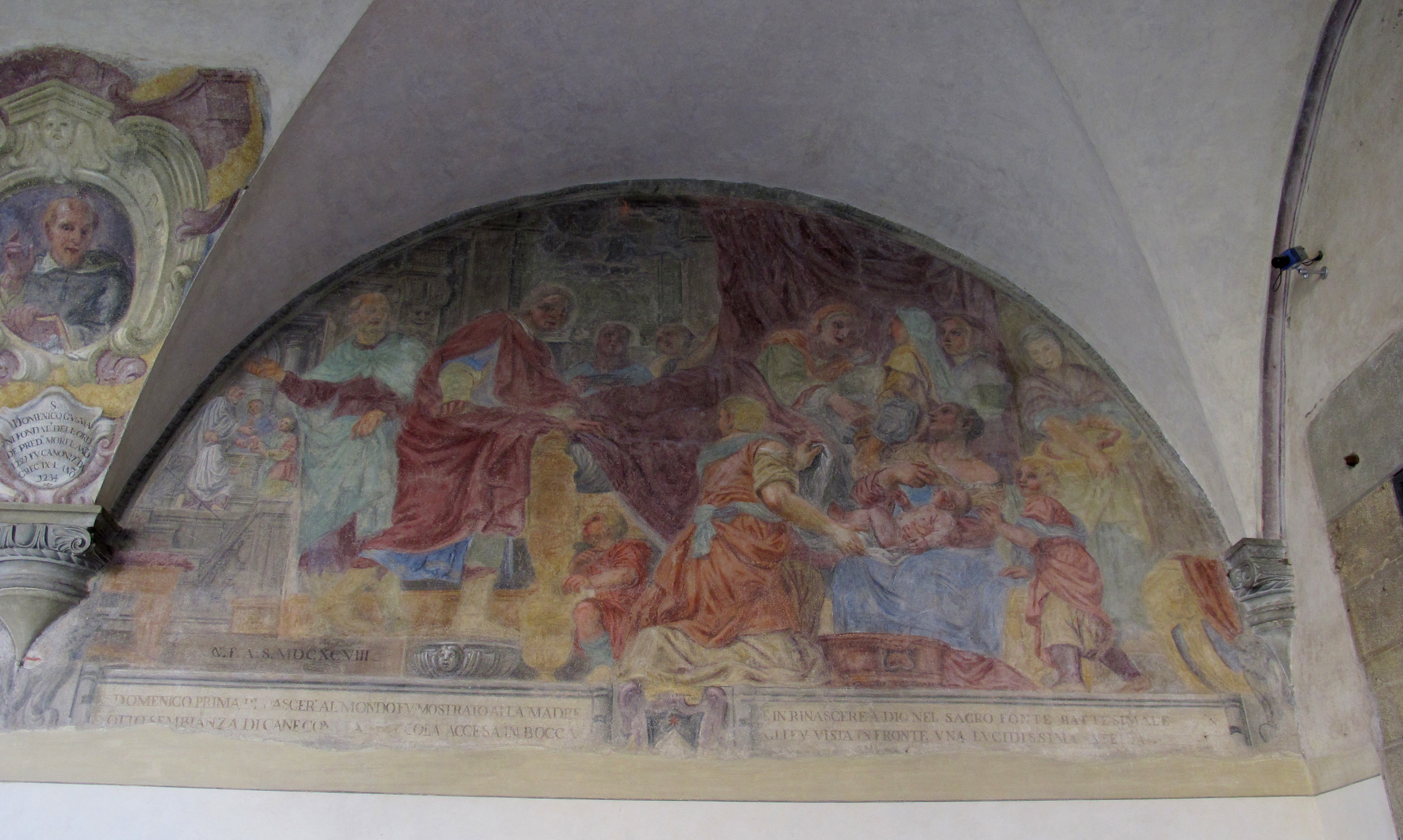
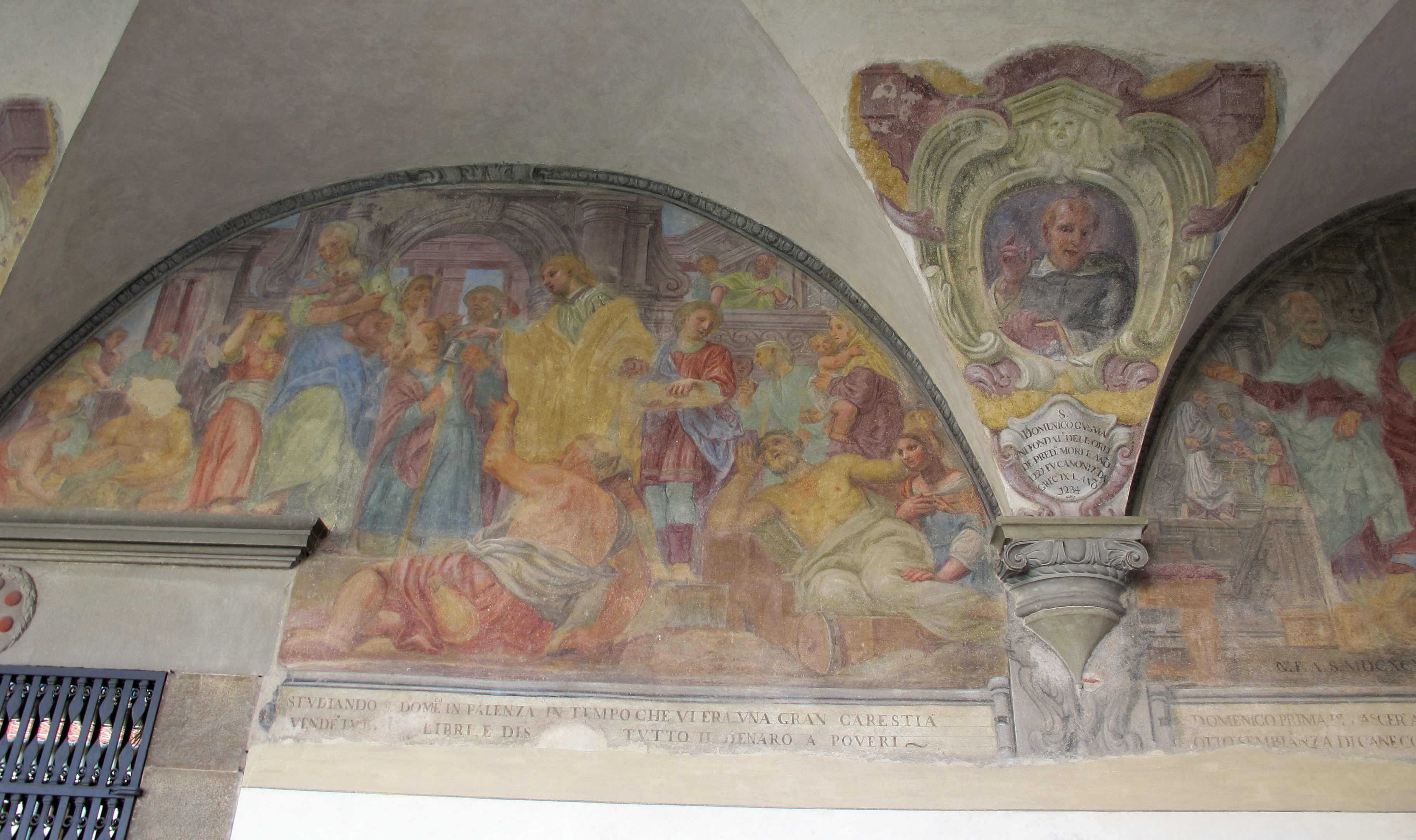

## Cloître des morts dit «des Silvestrini»
Historiquement le premier des cloître des Silvestrini, il contient, comme une inscription lapidaire le précise,  les ossements de Pic de la Mirandole, de Politien et de Girolamo Benivieni.

## Salles des réfectoires

Grand réfectoire Cenacolo de Sogliani.
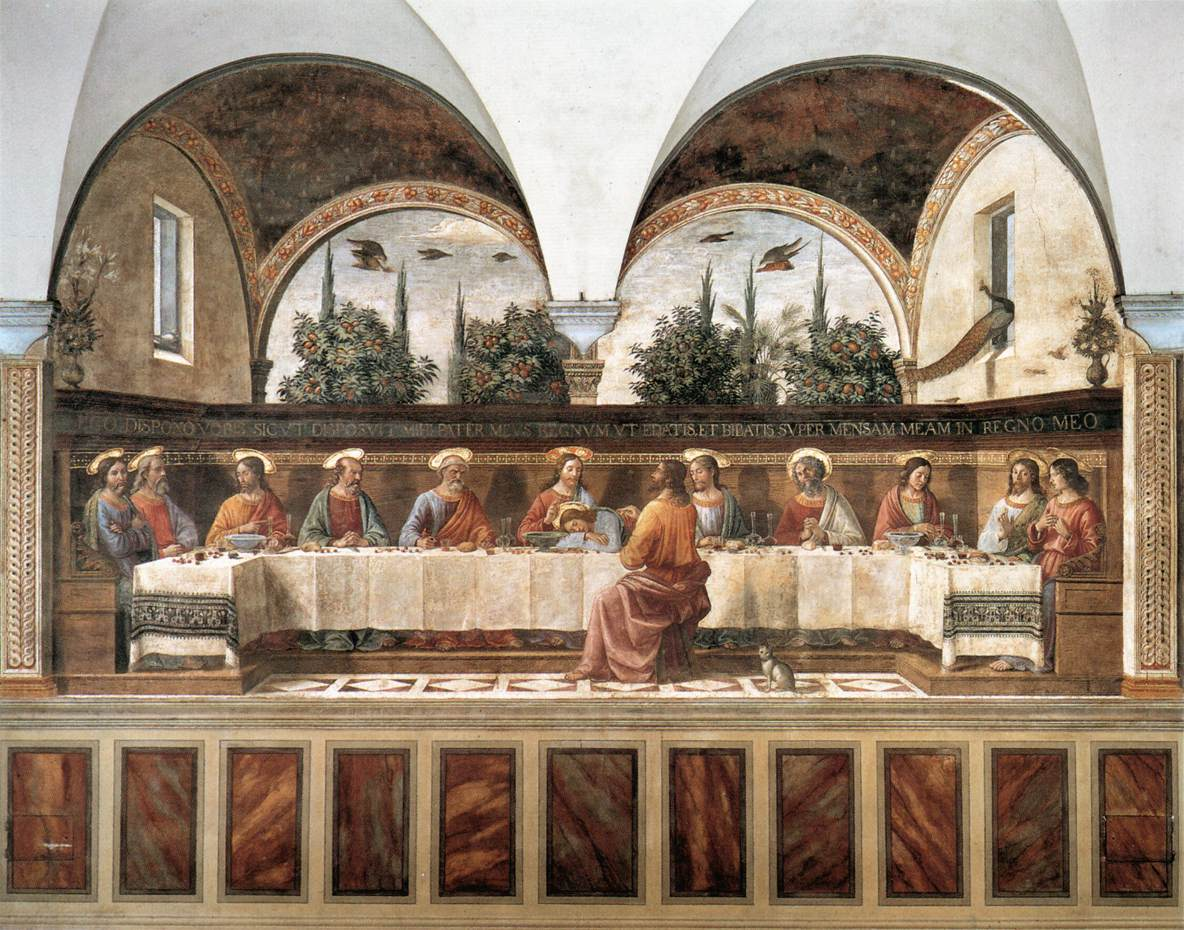
Petit réfectoire Cenacolo de Domenico Ghirlandaio.

Situé à droite du cloître de saint Antonin, le grand réfectoire donne accès également aux pièces annexes : 

### La salle dulavaboet la vieille cuisine
- le Crocifisso sagomato con i santi Niccolò e Francesco, une  fresque de Fra Angelico transférée depuis l'Oratoire San Niccolò del Ceppo ;
- également de Fra Angelico san Pietro martire che fa il segno del silenzio.
- D'autres artistes : Santi Benedetto e Giovanni Battista, Santi Francesco d'Assisi e Onofrio (panneaux latéraux de la Madone de la salle de l'hospice), une sinopia et une terracotta invetriata.
- Une Madone, de Paolo Uccello provenant de la maison des Beccuto,
- Une prédelle détachée du retable de l'Oratoire dell'Annunziata ad Àvane,

## Salle capitulaire
Chef-d'œuvre de Fra Angelico, cette Crucifixion et saints  de Fra Angelico en occupe le tympan de la paroi nord (550 × 950 cm) ;  elle date de 1441-1442. (il est dit que le peintre dominicain la termina dans les larmes). 
Entourant la composition, une frise en corniche, semi-circulaire en haut et rectiligne en bas,  comporte les médaillons de figures saintes, lesquels ont été peints par Benozzo Gozzoli, premier assistant du maître.

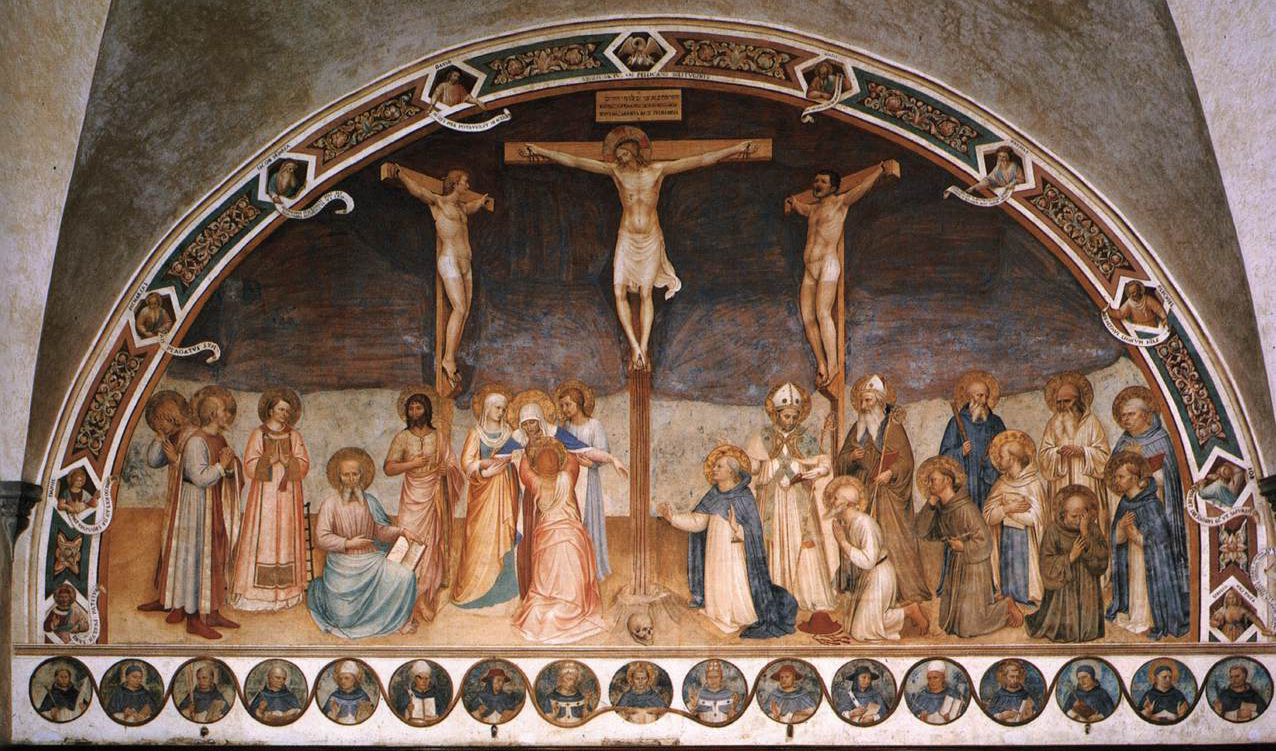
Crucifixion et saints, fresque  de Fra Angelico.

## LaForesteria
Transformé en lapidarium accueillant des vestiges antiques et du ghetto de la ville de Florence provenant des fouilles de sa restructuration du XIXe siècle (comme  le porche en pietra serena de la corporation  dell'Arte dei Rigattieri, Linaioli e Sarti, par Andrea di Nofri), ce couloir  donne accès aux cabinets de travail des prieurs, et chacun  des dessus des portes est orné  d'un portrait d'un fondateur de l'ordre : 
- Beato Ambrogio Sansedoni par Fra Bartolomeo,
- Saint Pierre martyr par Fra Bartolomeo,
- Saint Dominique par Fra Bartolomeo,
- Saint Thomas d'Aquin par Fra Bartolomeo,
- Saint Lodovico Bertrando,
- Saint Raimondo di Pennafort,
- Saint Giacinto,
- Tommaso Bonaventura, attribué à  Niccolo' Lapi

## Cellules des moines et leurs fresques
Les cellules des moines se trouvent au premier étage accessible au Nord par l'escalier du couloir de communication  entre les deux cloîtres ; leurs ouvertures donnent pour les fenêtres sur le cloître de saint Antonin, pour les portes sur trois couloirs Nord, Est et Sud. Chacune est décorée d'une fresque de Fra Angelico donc toutes restituées dans leur lieu d'origine.
La première fresque visible, en face de l'escalier est la célèbre Annonciation.

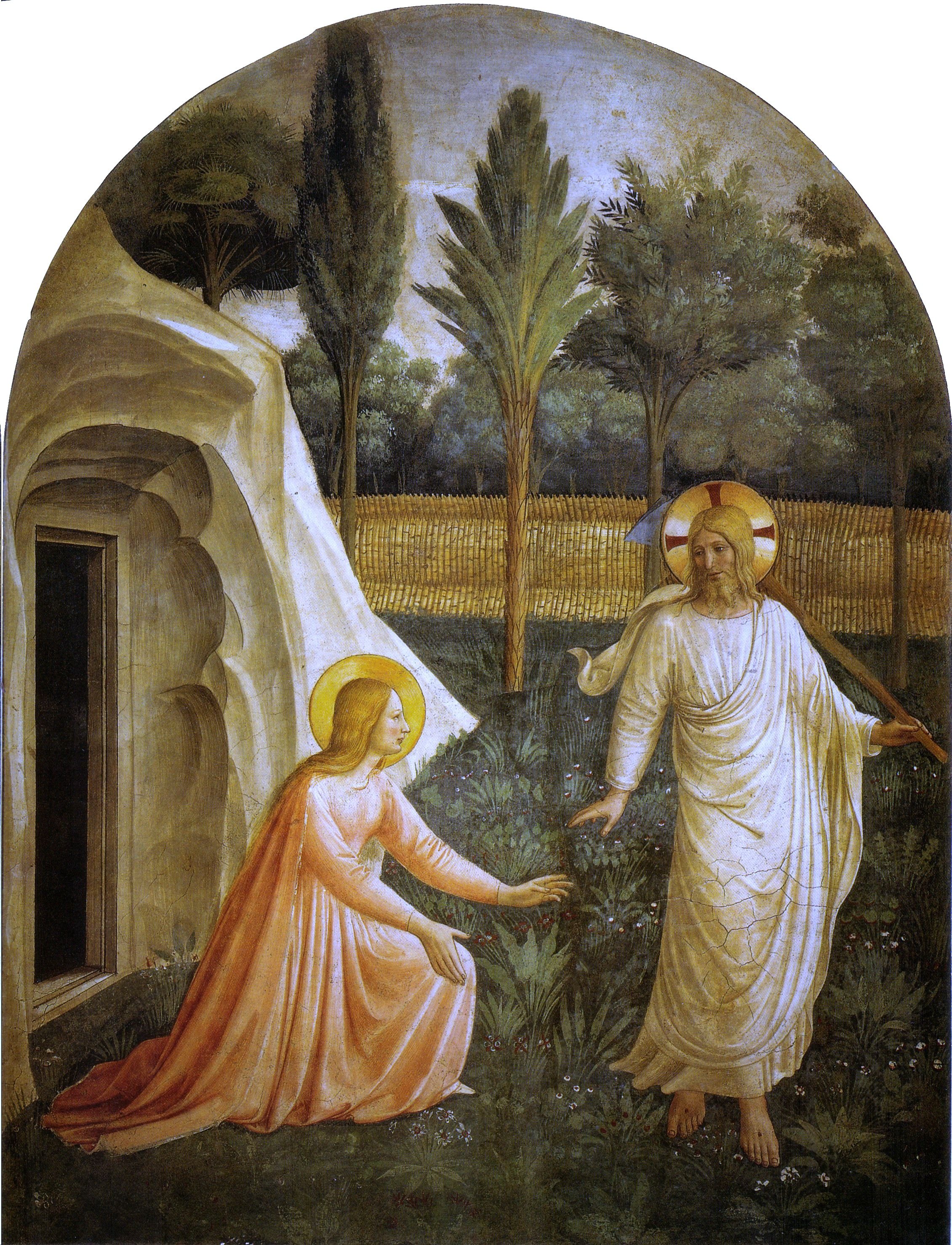
Cellule 1 Noli me tangere.
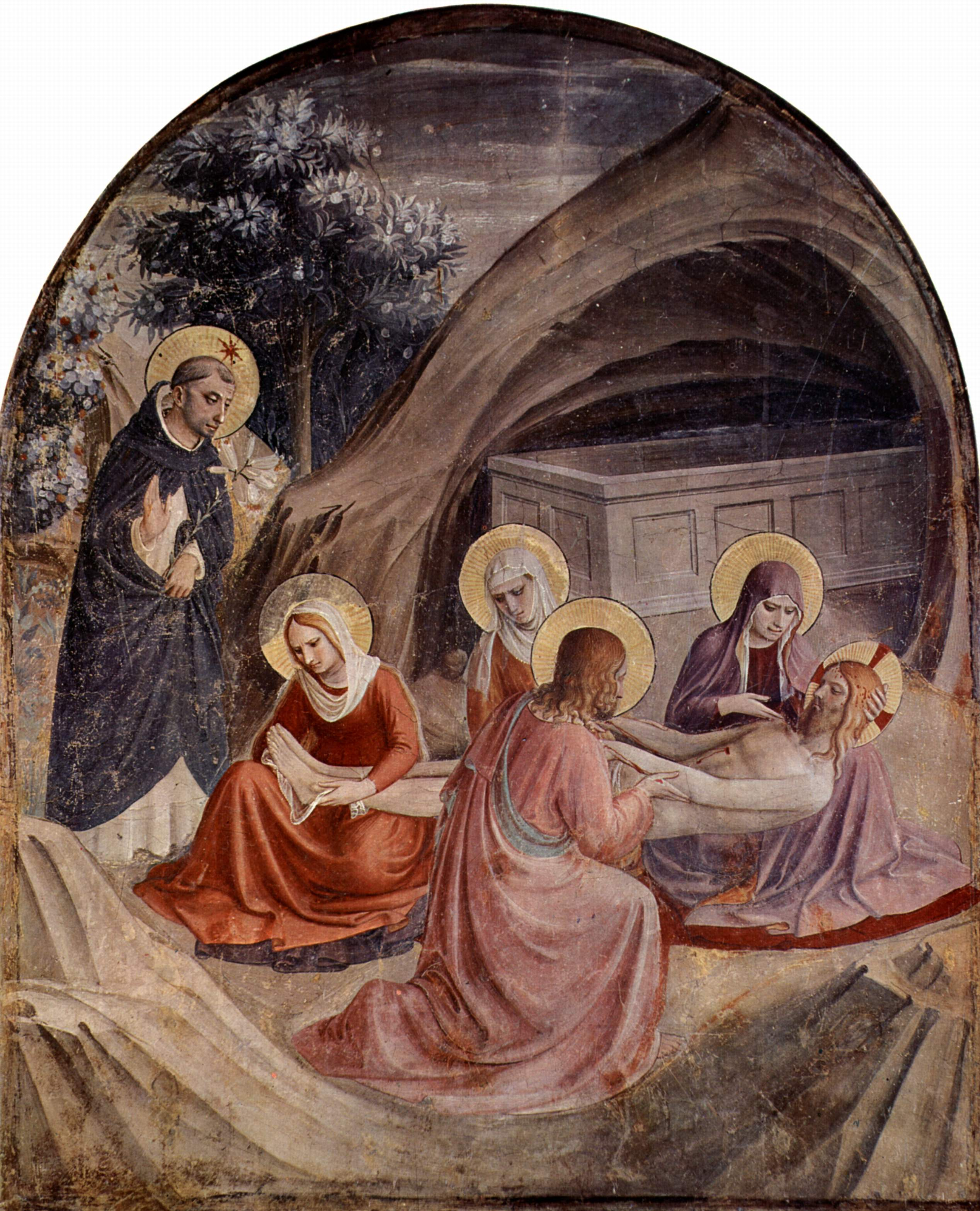
Cellule 2 Lamentation du Christ
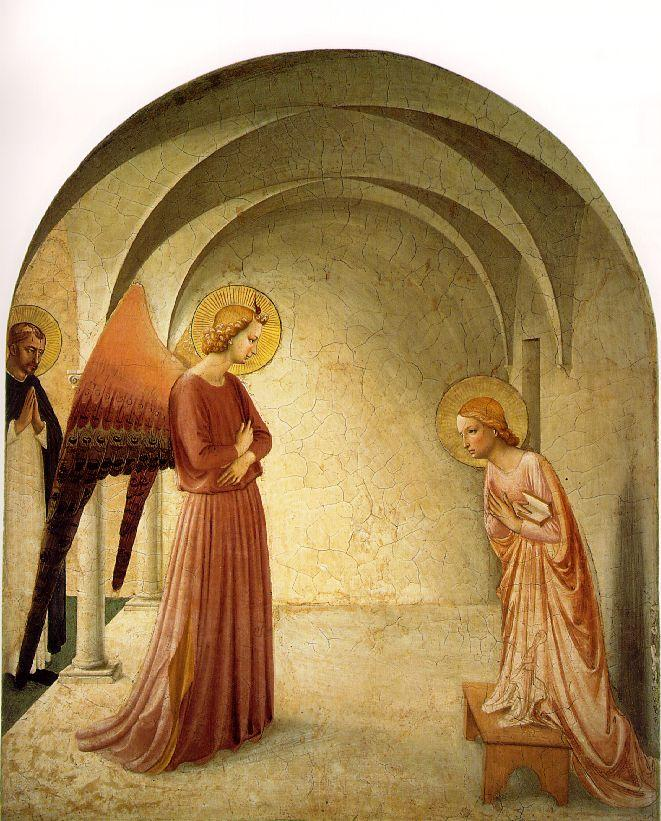
Cellule 3 Annonciation
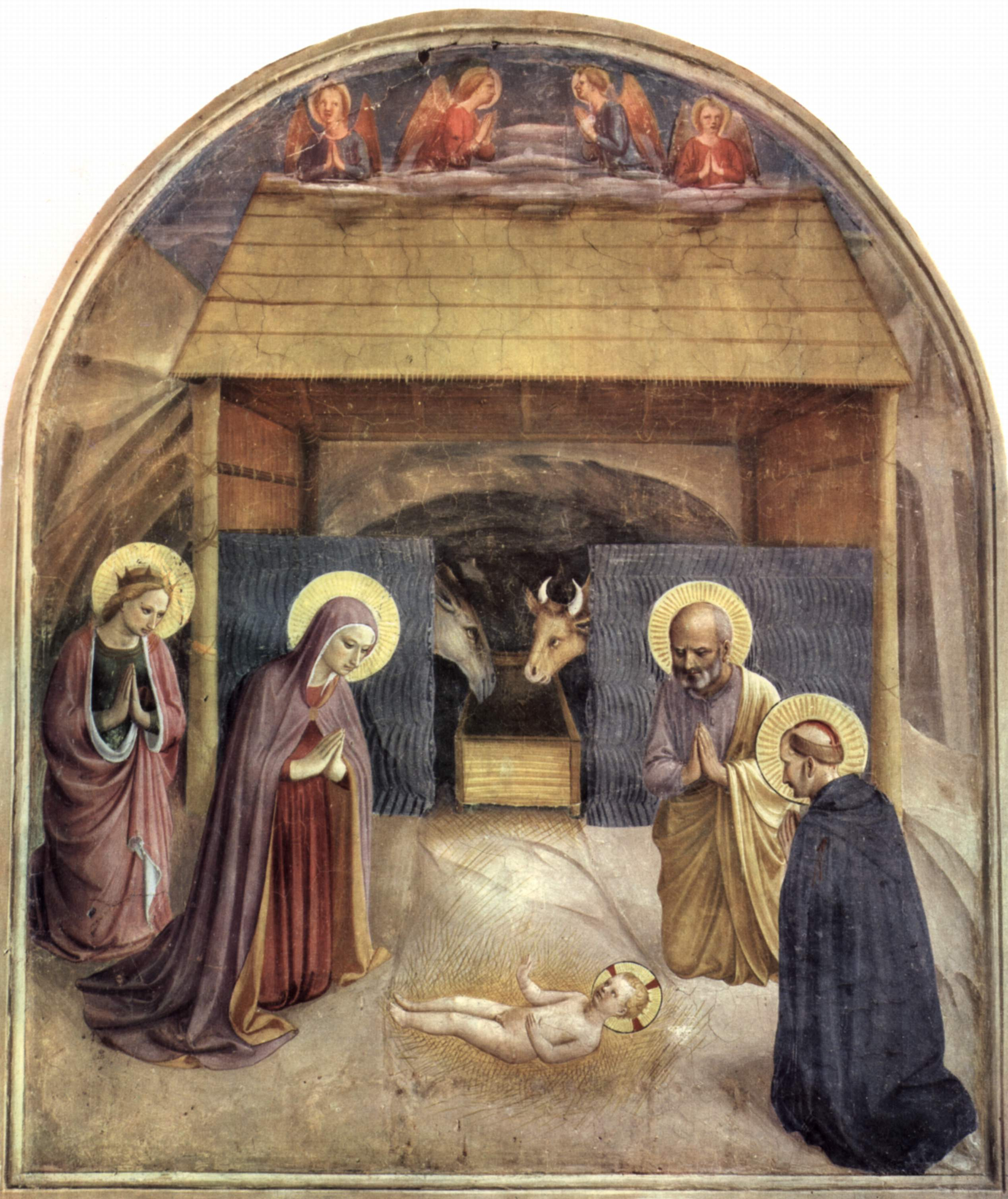
Cellule 5 Nativité
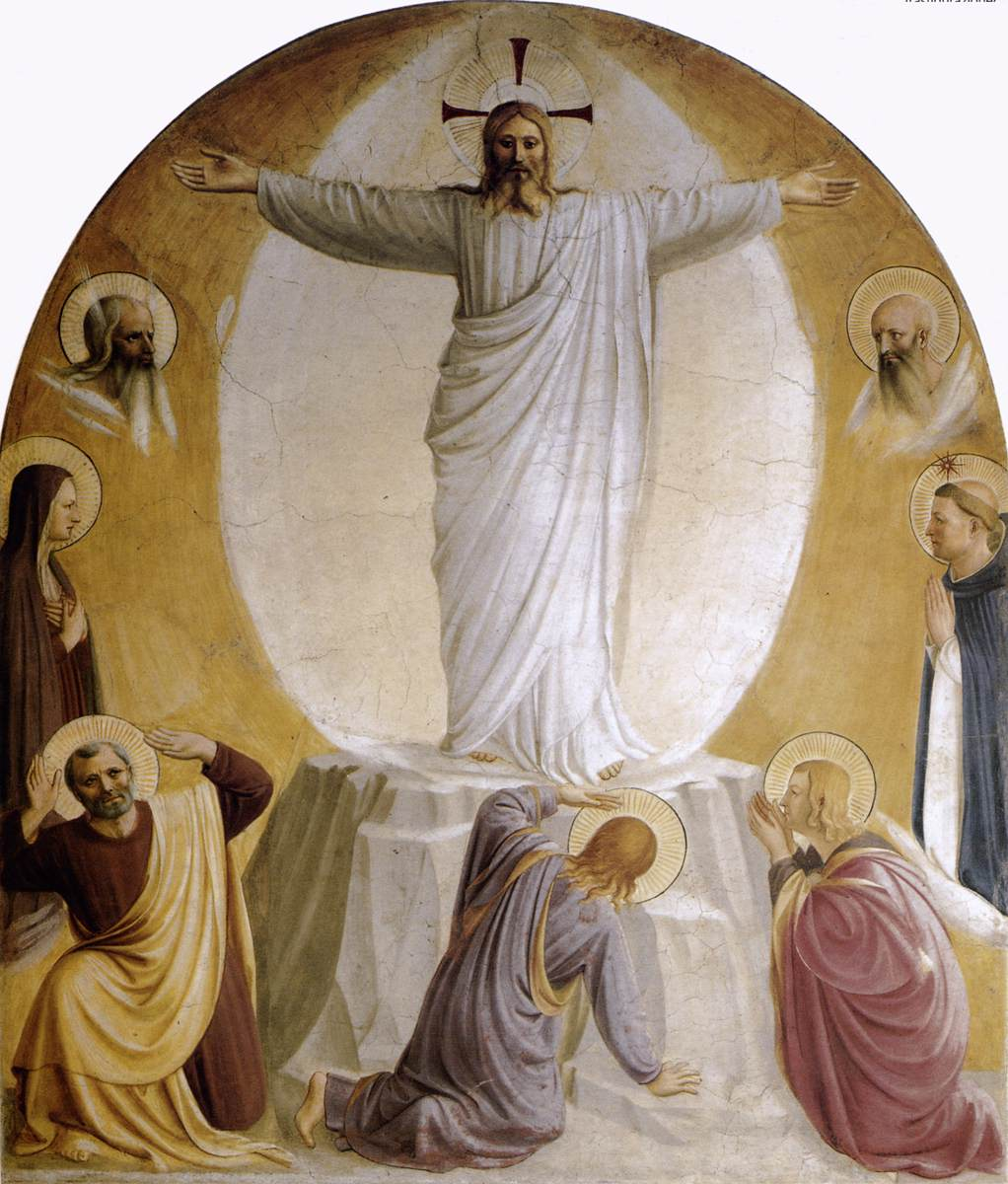
Cellule 6 Transfiguration
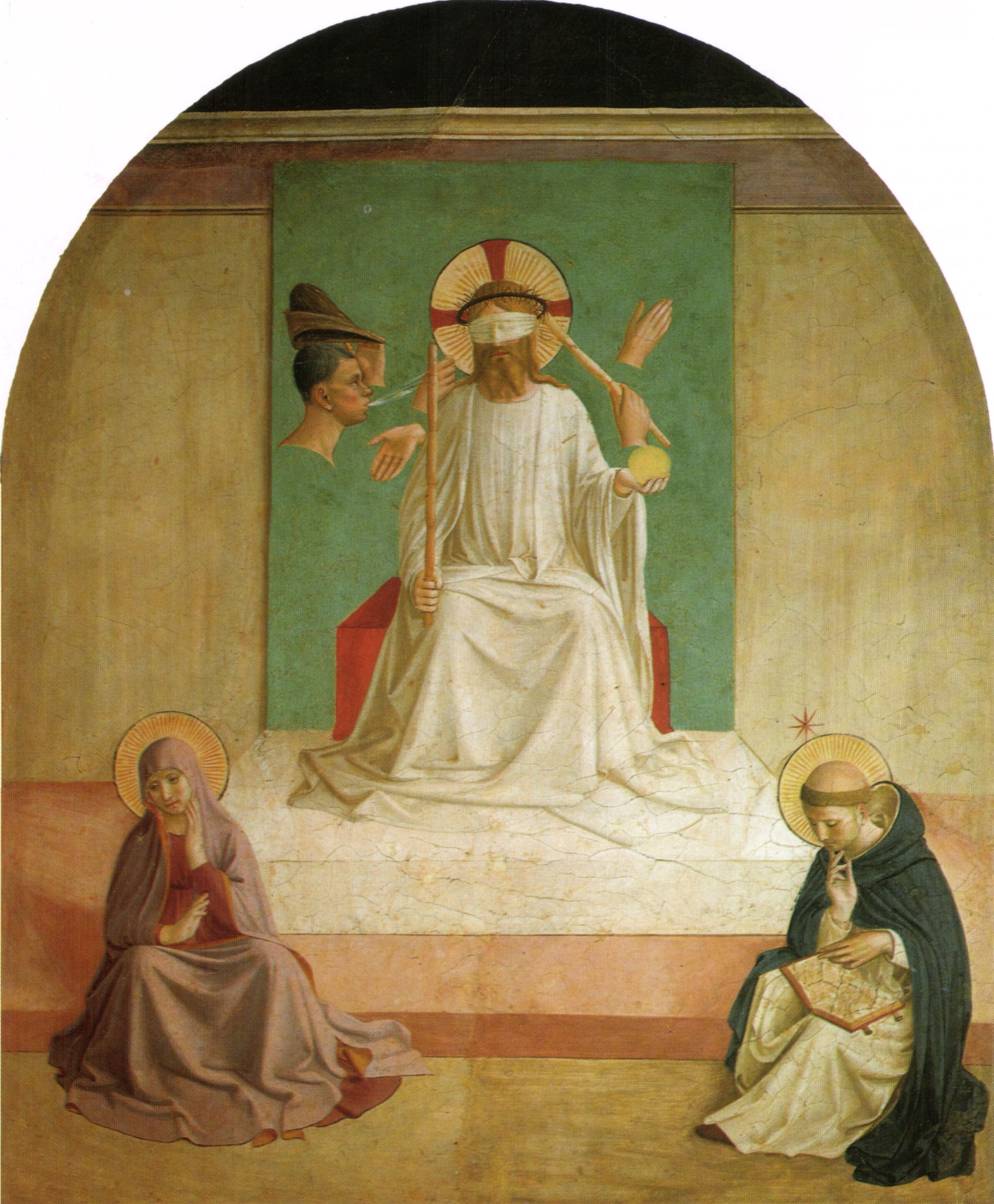
Cellule 7 Dérision du Christ
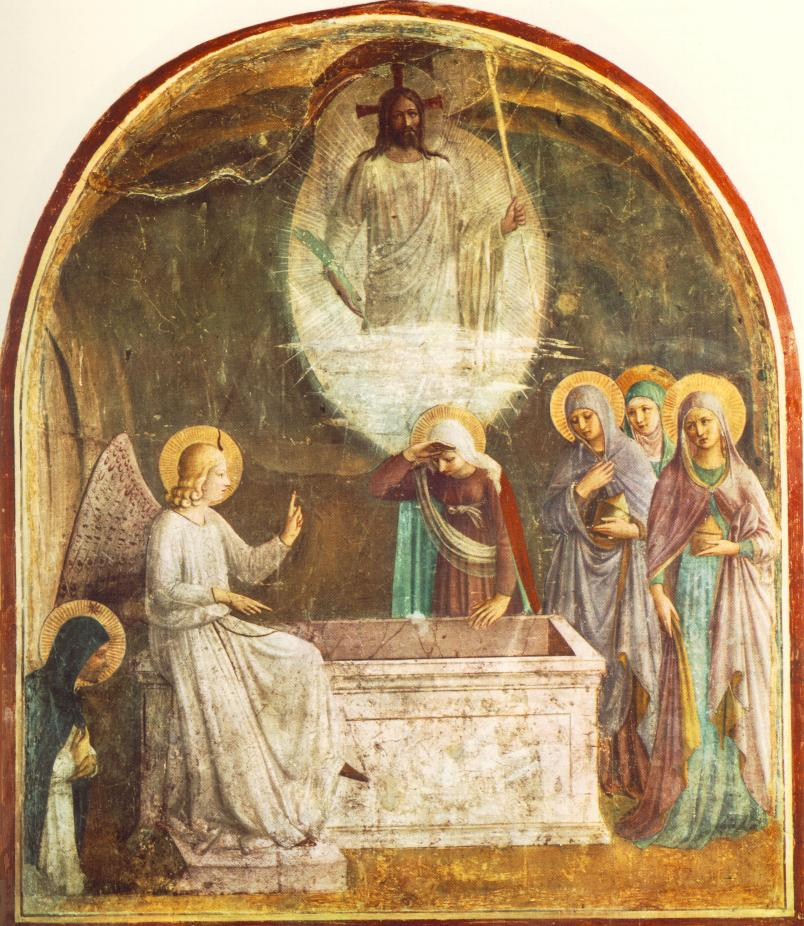
Cellule 8 Résurrection et Femmes au tombeau
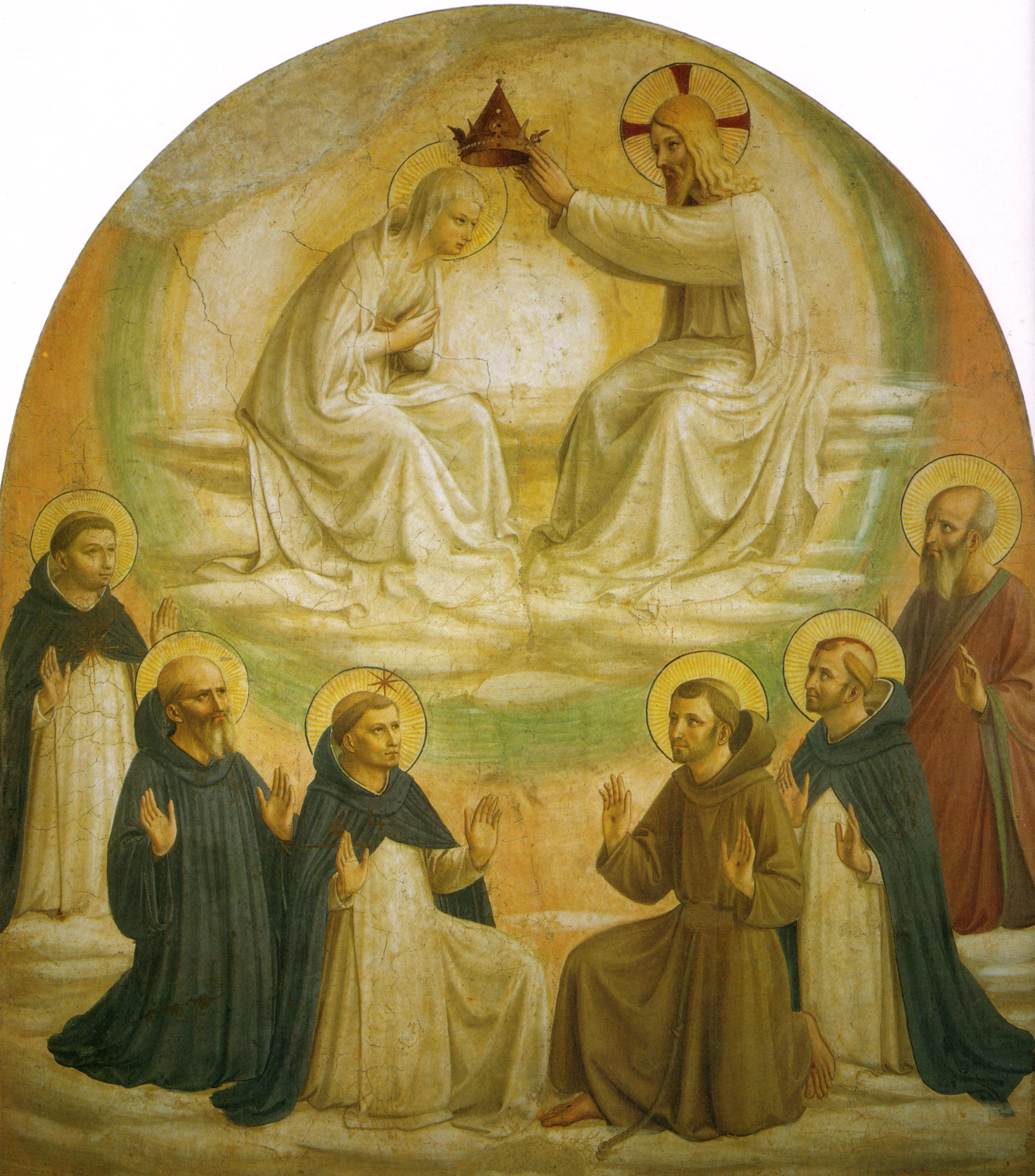
Cellule 9 Couronnement de Marie
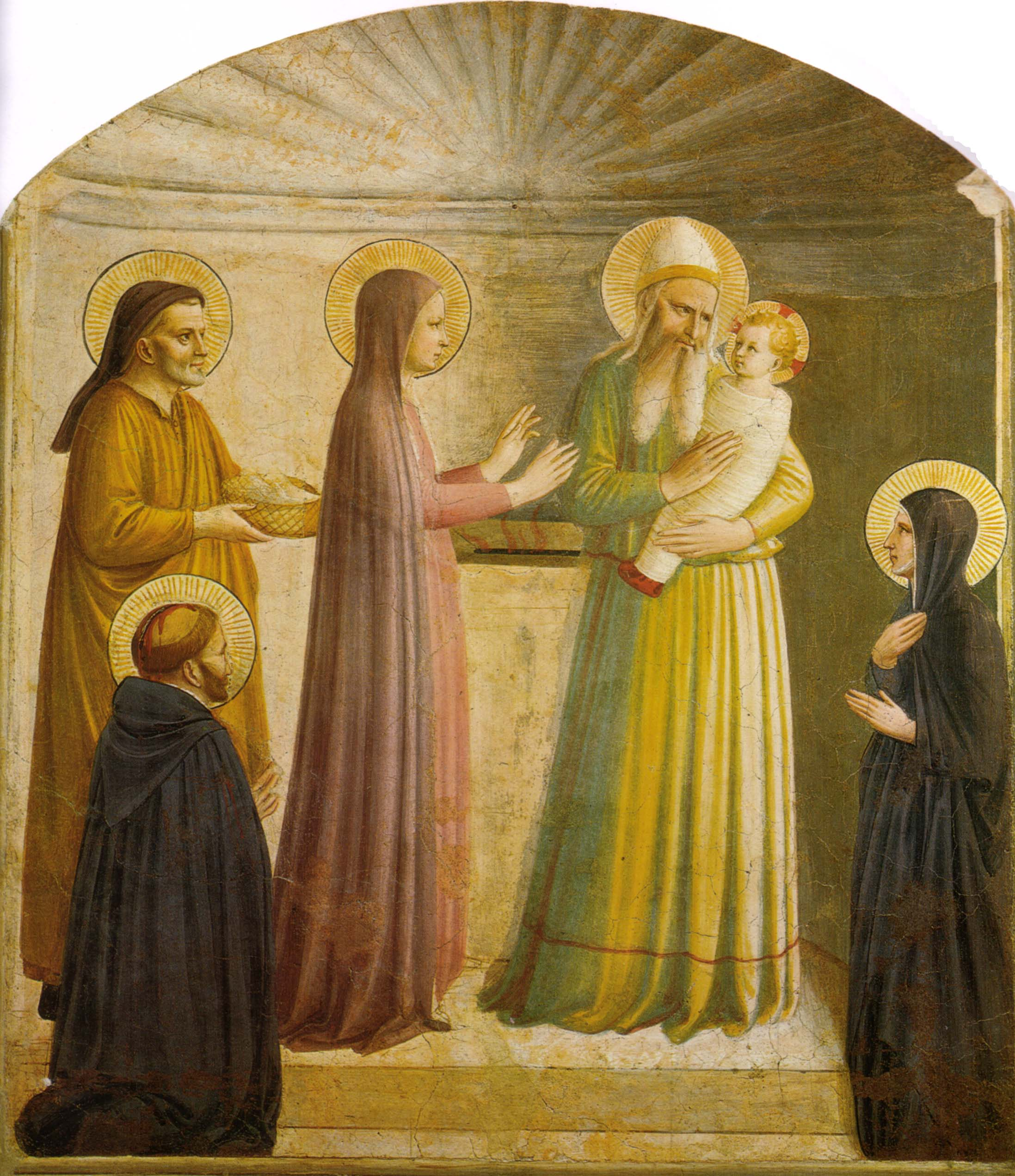
Cellule 10 Presentación en el Templo
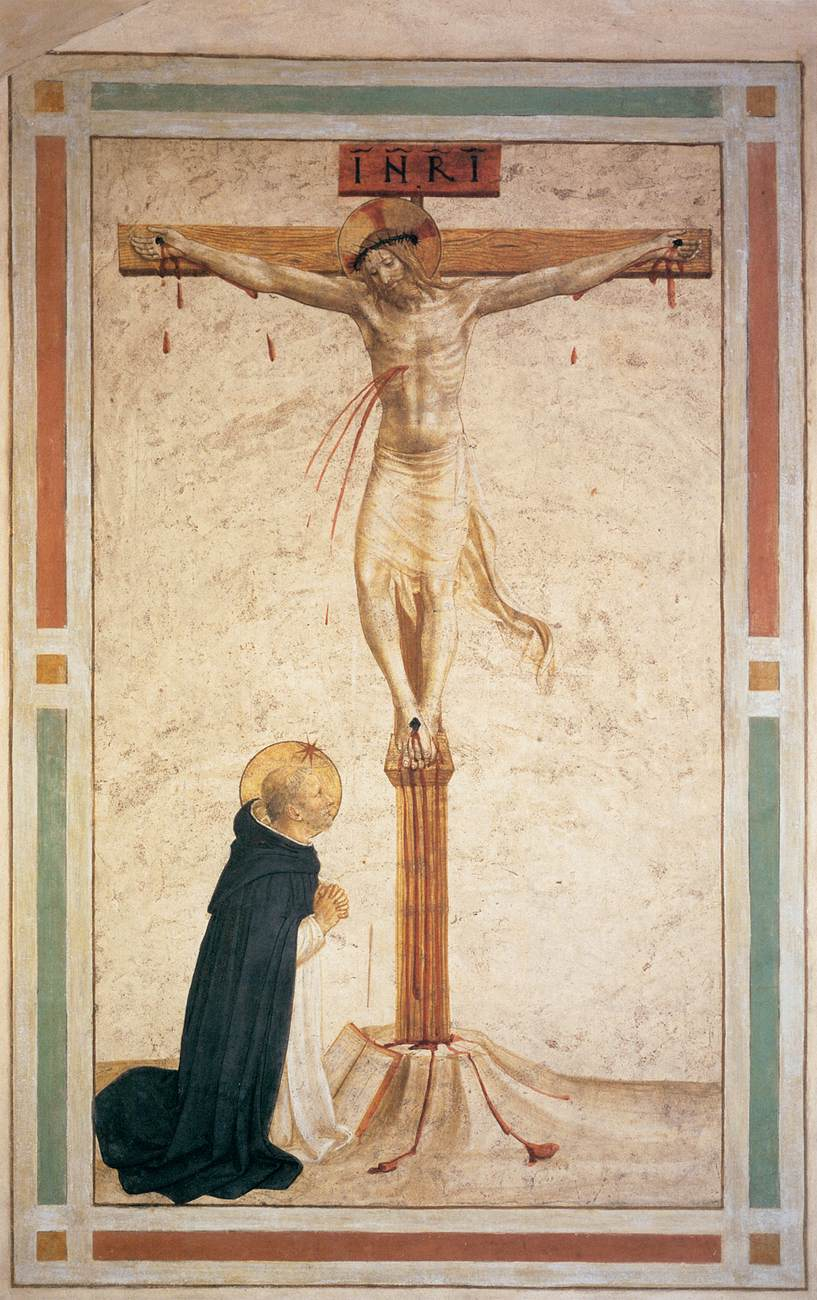
Cellule 17 Crucifixion avec saint Dominique
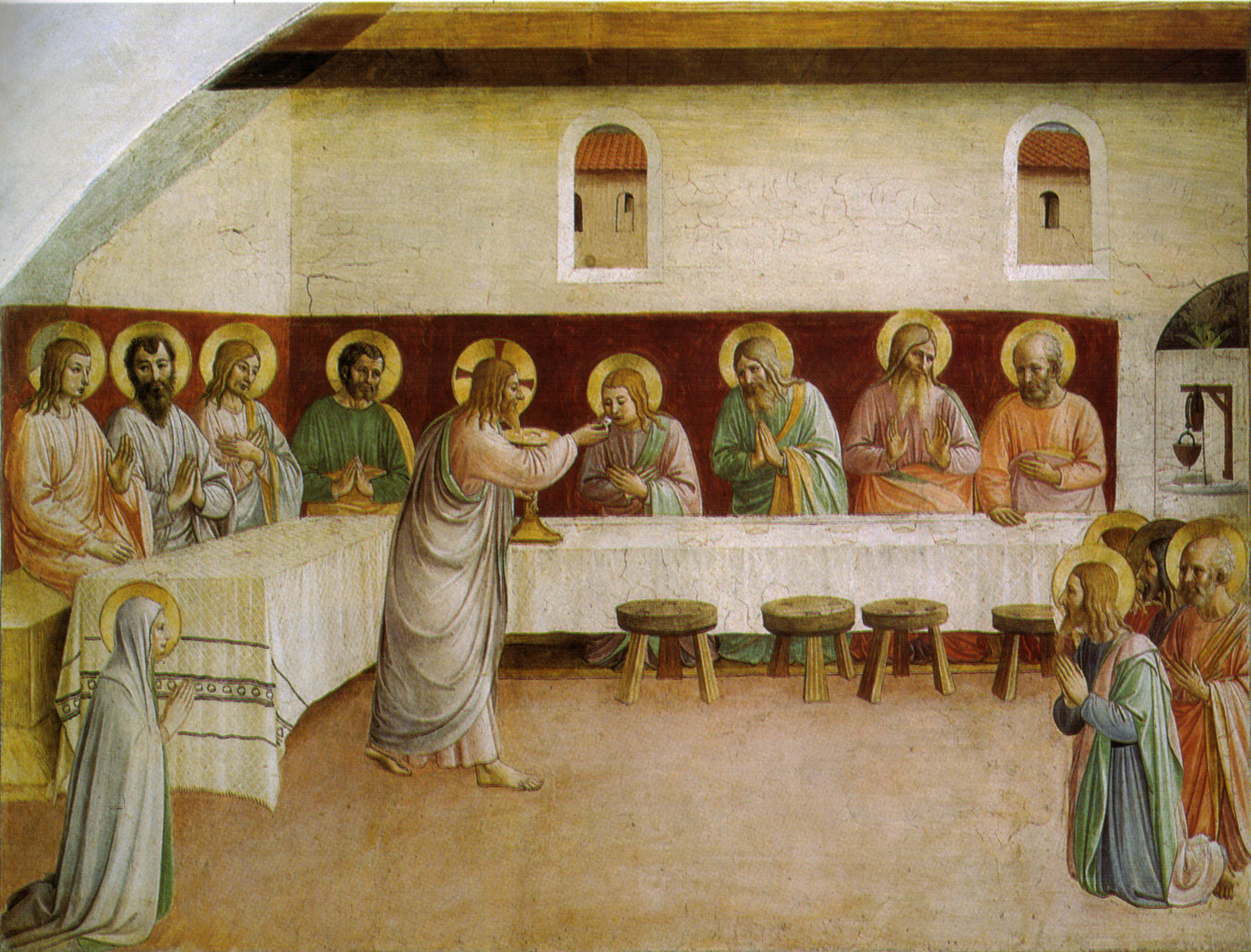
Cellule 35 Communion des Apôtres
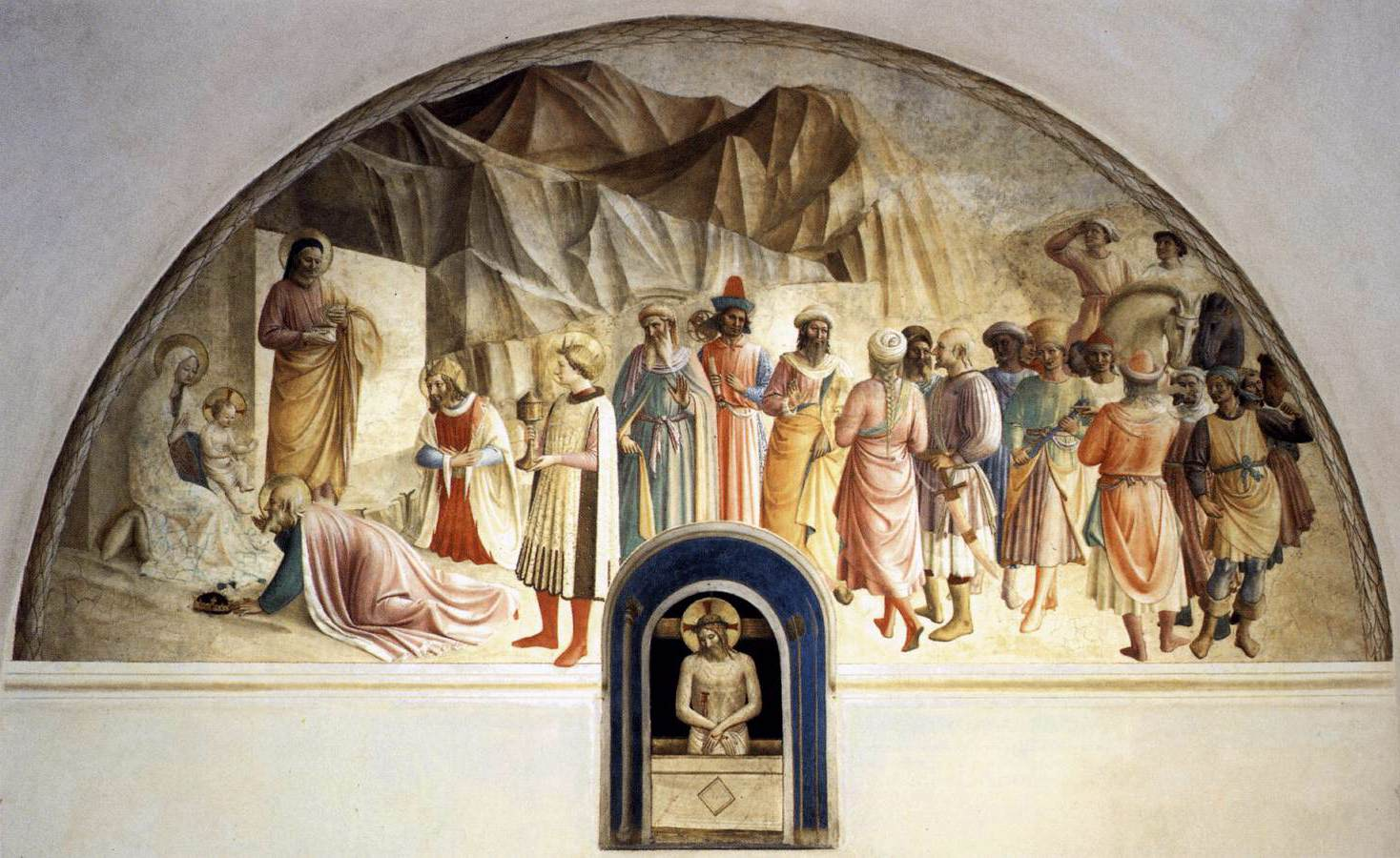
Cellule 39 Adoration des mages
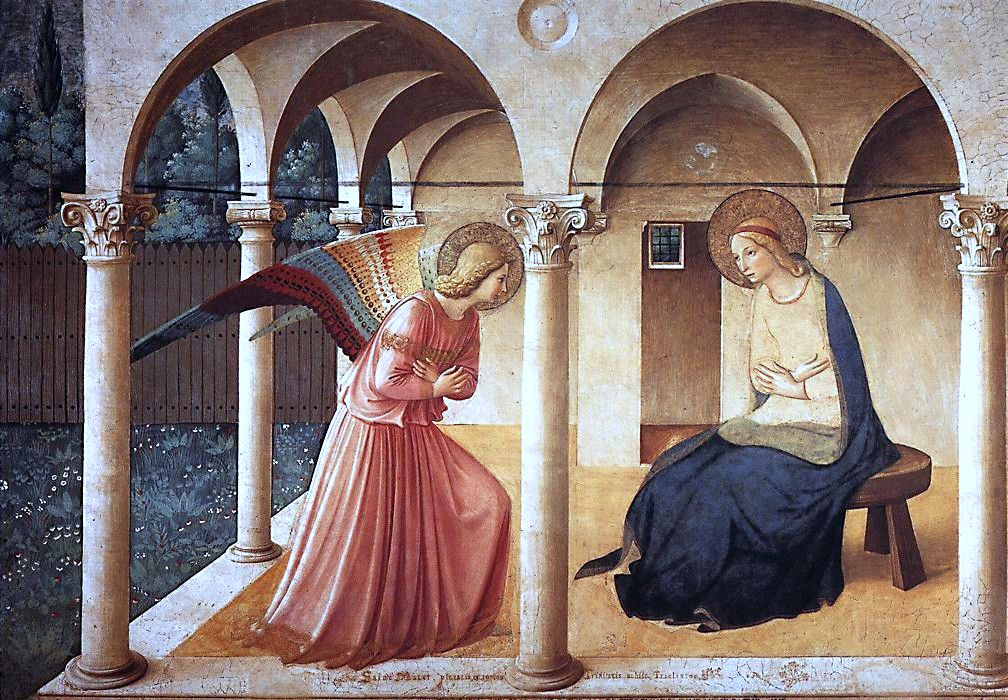
L'Annonciation du couvent San Marco.

1. Noli me tangere,
2. Compianto sul corpo di Cristo,
3. Annunciazione,
4. Crocefissione alla presenza dei Santi Domenico e Girolamo,
5. Adorazione del Bambino
6. Trasfigurazione
7. Cristo deriso
8. Cristo risorto con le pie donne al sepolcro,
9. Incoronazione della Vergine,
10. Presentazione al Tempio,
11. Madonna con Bambino tra i Santi Agostino (o Zanobi) e Tommaso
12. Entrée dans l'appartement du Prieur
13. Cellule de Savonarole sans fresque
14. Objets de et tableaux sur Savonarole
15. Crocifisso adorato da san Domenico
16. Crocifisso adorato da san Domenico
17. Crocifisso adorato da san Domenico
18. Crocifisso adorato da san Domenico
19. Crocifisso adorato da san Domenico
20. Crocifisso adorato da san Domenico
21. Crocifisso adorato da san Domenico
22. Crocifisso adorato da san Domenico.
23. Crocifisso con la Vergine,
24. Crocifisso con la Vergine, san Domenico e angeli,
25. Battesimo di Cristo,
26. Crocefissione con la Vergine, la Maddalena e San Domenico,
27. Cristo in pietà tra la Vergine e San Domenico (o San Tommaso),
28. Flagellazione con la Vergine e San Domenico,
29. Cristo portacroce,
30. Cristo crocifisso tra la Vergine e san Pietro Martire, di Benozzo Gozzoli.
31. Cristo in Limbo.
32. Il Sermone della montagna
33. la preghiera nell'orto degli ulivi
34. La caturra di Cristo
35. Comunione degli Apostoli.
36. pas de fresque
37. Crocefissione
38. Antichambre
39. Adorazione dei Magi
40. Crocefissione
41. Crocefissione
42. Crocefissione.
43. Crocefissione.
44. Crocifisso con san Marco (?), un centurione, san Domenico e le pie donne Maria e Marta

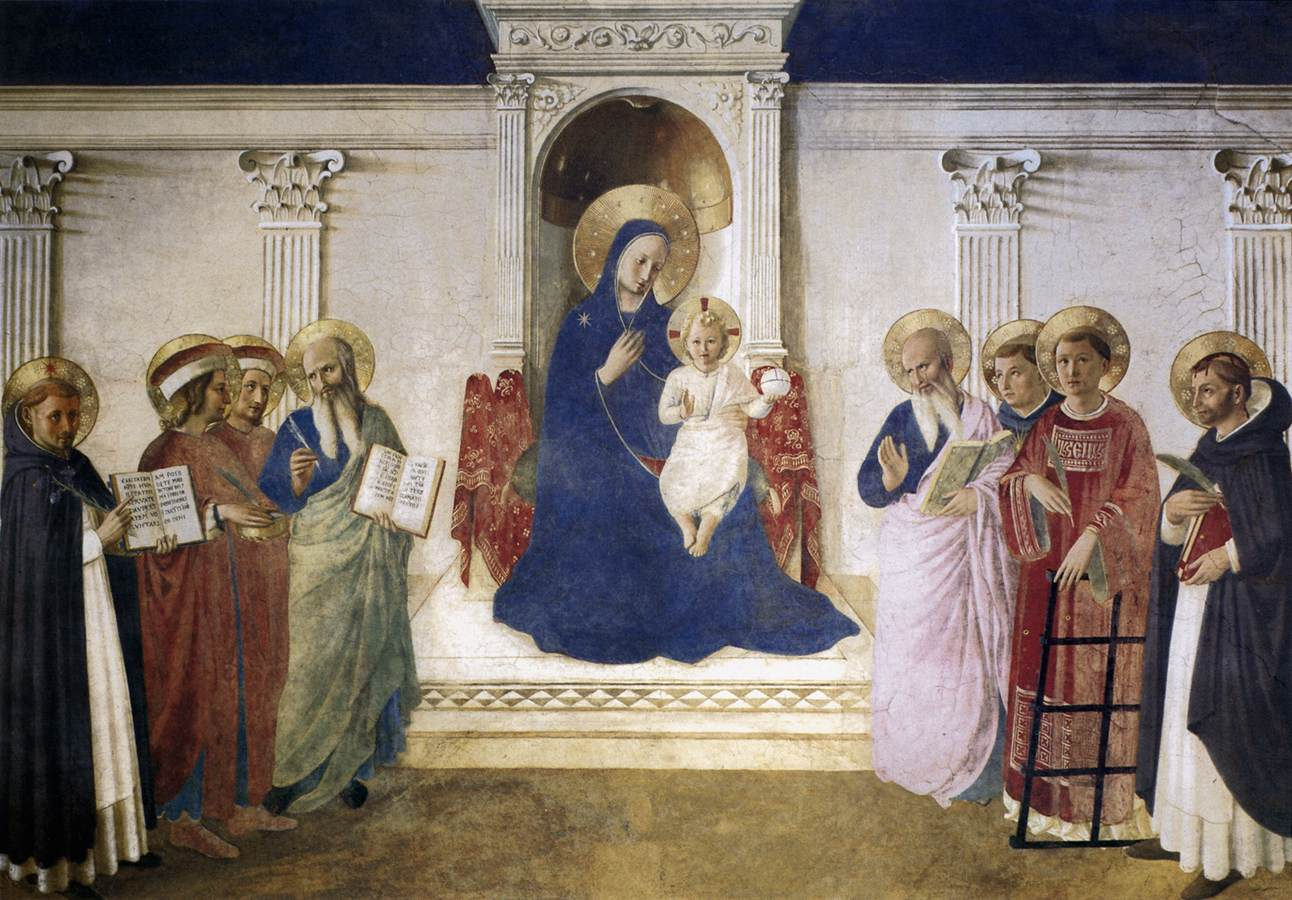
La Madone des ombres.

Une fresque de Fra Angelico figure également dans le couloir Est entre les cellules 24 et 25 : La Madone des ombres, une Conversation sacrée rassemblant la Vierge à l'Enfant trônant entouré des saints Dominique, Côme et Damien, Marc, Jean, Thomas d'Aquin, Laurent et Pierre martyr.

## Cellule de Savonarole
La dernière cellule est celle de Savonarole,  contenue dans l'appartement du prieur constitué de trois pièces (no 12-13-14 couloir Sud), des vitrines exposent des objets, certains personnels, comme son cilice, sa ceinture de crin, sa cape blanche en laine, un portrait réalisé par Fra Bartolomeo et le tableau représentant son supplice sur la Piazza della Signoria.
Dans la cellule 12 un monument de Giovanni Duprè est consacré à Savonarole, comme son portrait par Francesco della Robbia.

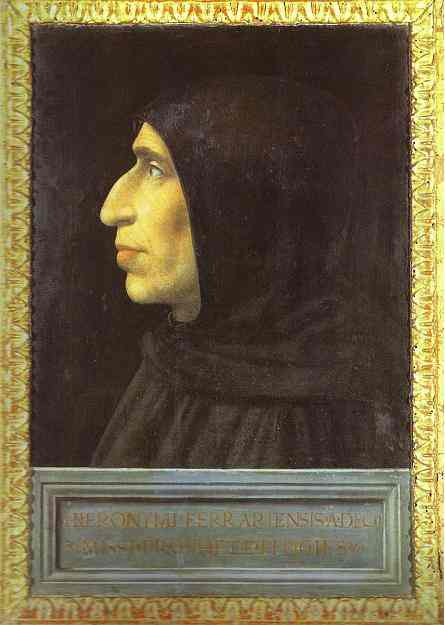
Portrait de Savonarole par Fra Bartolomeo.
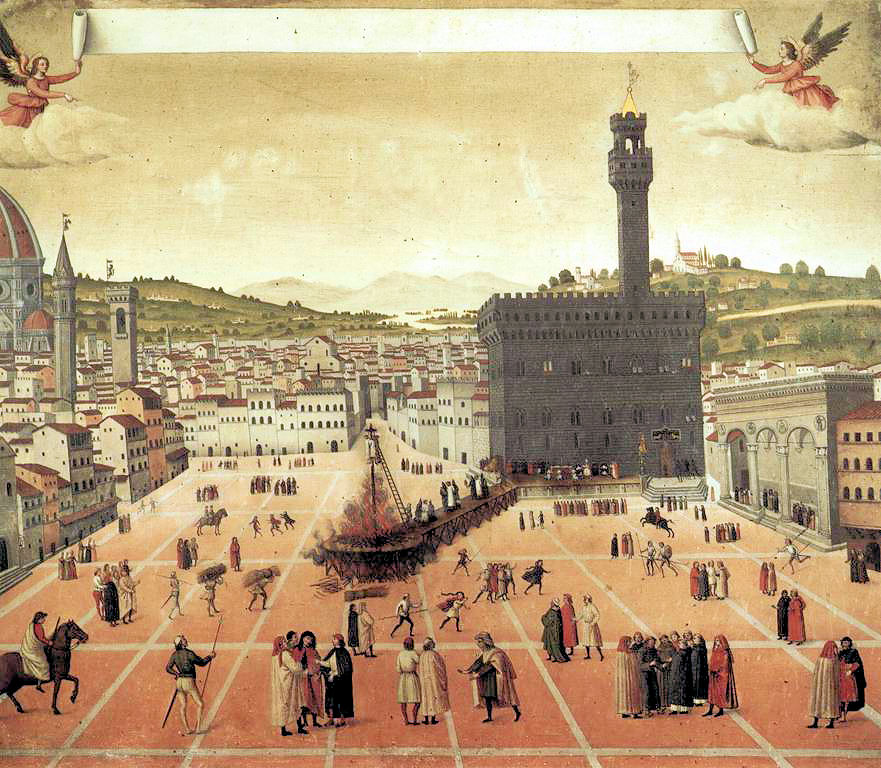
Supplice de Savonarole.

## Bibliothèque de Michelozzo

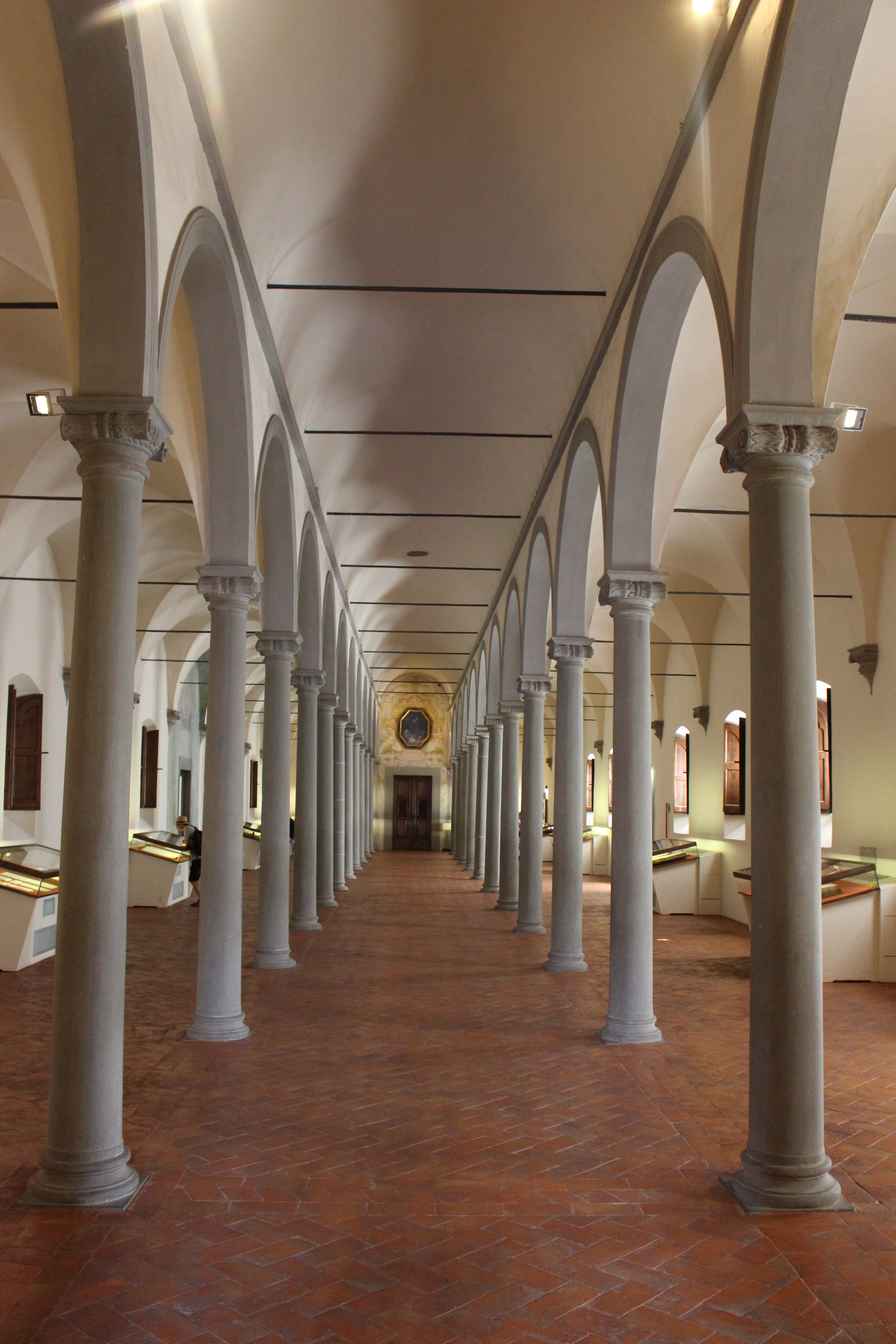

Accessible depuis le milieu du  corridor Nord c'est une des plus prestigieuses bibliothèques de la Renaissance italienne, tout à la fois humaniste et théologique,  qu'avait constituée l'érudit Niccolò Niccoli, conseiller de Cosme l'Ancien de Médicis qui en avait confié la construction à Michelozzo pour conserver son extraordinaire collection de bibliophilie et exécuter sa volonté testamentaire destinant ses codex à l’usage public, tout en continuant de l’enrichir et de la compléter.

## Sources
- Site officiel florentin sur le  couvent et le musée (titres des œuvres)